# Pelham (New York)
Pour les articles homonymes, voir Pelham.
Ne doit pas être confondu avec Pelham (village, New York).
Pelham est une ville américaine située dans le comté de Westchester, dans l’État de New York. Localisée dans le sud du comté, elle jouxte la ville de New York (quartier du Bronx).

## Source
- (en) Cet article est partiellement ou en totalité issu de l’article de Wikipédia en anglais intitulé « Pelham, New York » (voir la liste des auteurs).

1. ↑  « Population and Housing Unit Estimates » (consulté le 9 juin 2017)
2. ↑  « Census of Population and Housing » [archive du 26 avril 2015], Census.gov (consulté le 4 juin 2015)